# CSXトランスポーテーション
CSXトランスポーテーション（しー・えす・えっくす・とらんすぽーてーしょん、CSXT。本項ではCSXと記述）は、アメリカの大手貨物鉄道会社。ノーフォーク・サザン鉄道、カナダ太平洋鉄道とともに、東海岸に展開する三つの一級鉄道のうちのひとつ。
CSX Transportation Inc.は同鉄道の運営企業であり、CSXコーポレーション（英: CSX Corporation、NASDAQ: CSX）の一部門に位置づけられている。共にフロリダ州ジャクソンビルに本社を置く。

## 歴史
CSXは、1986年6月1日にシーボード・システム鉄道(SBD)が、4つの鉄道を経営していたチェシー・システムを統合し、同時に改名して誕生した鉄道である。親会社であるCSXコーポレーションは1980年に設立されたものであり、その時点では持株会社であり、各鉄道同士をそれぞれ別々の名称で運営していた。以後、親会社の合併と、子会社である鉄道の合併時期が異なるものが多く、また親会社が改称したのに子会社はそのままである時期があるなど、関係を把握するには注意が必要である。
1987年8月31日までに統合された鉄道を1980年時点の名称で記すと、チェシー・システム側としては
- ボルチモア・アンド・オハイオ・シカゴ・ターミナル鉄道(B&OCT)
- ウェスタン・メリーランド鉄道(WM)
- ボルチモア・アンド・オハイオ鉄道(B&O)
- チェサピーク・アンド・オハイオ鉄道(C&O)

が、シーボード・システム鉄道側としては
- シーボード・コースト・ライン鉄道(SCL)
- ルイビル・アンド・ナッシュビル鉄道(L&N)

の各鉄道がある。もともとチェシー・システムが保有していた鉄道はB&OCTとWMの2社で、1987年4月30日にC&OがB&Oを吸収したのち8月31日にCSXが吸収した。SCLとL&Nは1982年にシーボード・システム鉄道となった。
1997年6月23日、CSXとノーフォーク・サザン鉄道(NS)は、連名で1万1000マイルにおよぶコンレールの資産の購入と分割、運営の権利取得を米陸上交通委員会(Surface Transportation Board)に申請し、1998年6月6日に認可され、8月22日に実施された。コンレールは、1976年に経営不振に陥っていたアメリカ北東の鉄道を統合して設立された政府保有の鉄道である。
CSXはコンレールの資産の42%を取得し、残る58%はNSが取得した。この取引の結果、CSXの鉄道運営範囲は、かつてのニューヨーク・セントラル鉄道を引き継いだ路線も含め、新たに3800マイルを加えた。1999年6月1日より、新たな路線網で運営を開始した。
現在、CSXはアメリカ東部の多くの州で営業しており、一部はカナダの都市近くに達する路線もある。
鉄道名の由来は、「C」はチェシー・システムを、「S」はシーボード・システム鉄道を表す。会長の弁によれば、合併による新会社名は対取引先対策として非常に重要な事項であり、従業員にも会社名を提案させた。すると、ほとんどは両社のイニシャルをあわせたものを提案した。同時に州間取引委員会にとって、略称も必要であった。当初は「CSC」が選ばれたが、バージニア州のトラック運送業者がこの略称を使っていたので、チェシー＝シーボード・マージャー（2社の統合）を意味する「CSM」とされた。しかし、弁護士が「CSX」のほうがいいと決め、それが定着した。公的には「Cはチェシーを、Sはシーボードを、Xは増加という意味のシンボルである」という解釈をしている。アメリカ鉄道協会による略称「CSXT」の「T」は運送（トランスポート）を意味する。

## CSXの運行区域

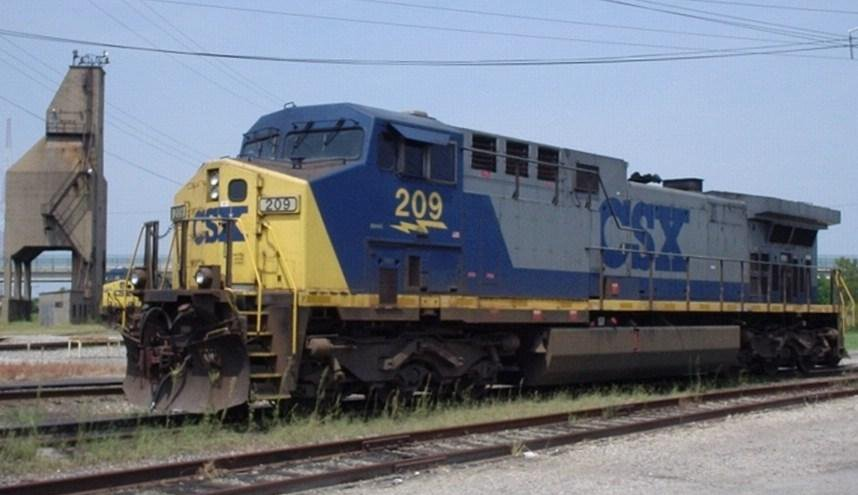
CSXの機関車は、黄／青／灰に塗り分けられる。この塗色はYN2と呼ばれる。近年、ボンネット前面のみ黄、ほかを青としたYN3という塗色も増加中

CSXは、イリノイ州カルメットを拠点とした北部およびフロリダ州ジャクソンビルを拠点とした南部で運行している。それぞれ、5つずつの地域組織がある。
北部は以下のとおり。
- 五大湖地域
- シカゴ
- オールバニ
- ボルチモア
- ルイビル

南部は以下のとおり。
- アトランタ
- ハンチントン
- ナッシュビル
- フローレンス
- ジャクソンビル

## 拠点間集中輸送

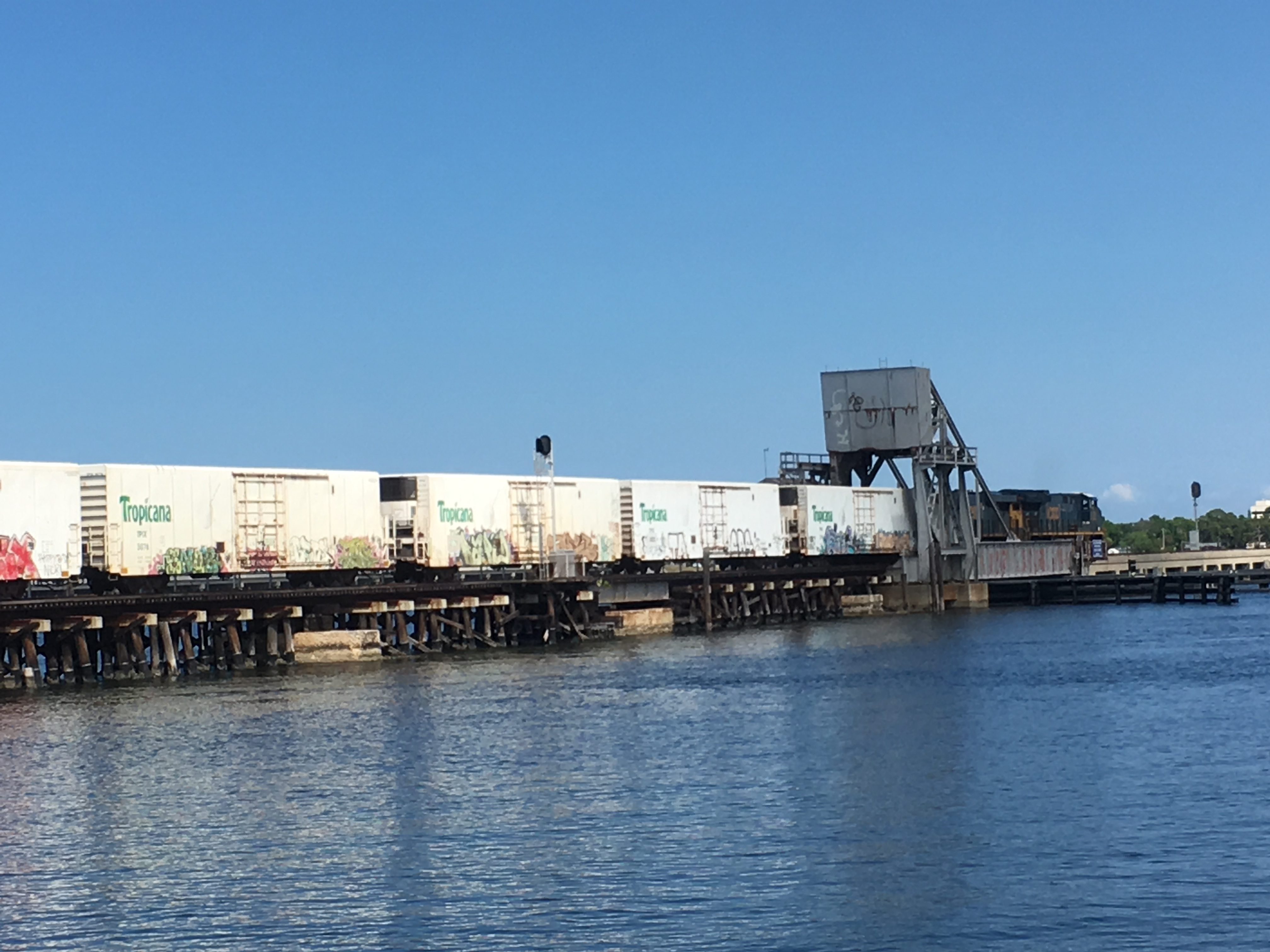
フロリダ州ブレイデントンに掛かるマナティー川橋を渡るジューストレイン

CSXは、ジューストレインと呼ばれる貨物列車を運行している。これは、トロピカーナのフレッシュオレンジジュースをフロリダ州ブレイデントンから、配送センターがあるニュージャージー州のグリーンビルとオハイオ州シンシナティに運ぶものである。
21世紀において、ジューストレインは輸送効率の高さにおいて賞を受けた。腐敗しやすい荷物を高効率で輸送する現代の鉄道貨物輸送の好例とされたのである。
CSXはまた、毎日ニューヨークからフロリダへ、廃棄物を満載した42フィート海上コンテナを約50両の貨車で運び出している。
また、1997年からメリーランド州ダーウッド〜同州ディッカーソンへも廃棄物運搬列車を運行している。日曜日以外は毎日運転され、休日前後には1日2往復運転される。廃棄物は40フィートコンテナに詰められてモンゴメリー郡から廃棄物再生処理工場へと、約17マイル（約27.2km）の距離をダブルスタックトレインで運搬されている。当初は3000PSのGP40-2がスラッグとともに牽引していたが、年々連結両数が増加し、1列車あたり40両を越えた現在では3500PSのSD50形とスラッグが充当されている。

## 操車場
CSXは、いくつかの大規模なハンプ式操車場を持っている。これは、機関車が低速度で人工の丘陵に列車を押し出して頂上で連結器を解放すると、貨車は下り坂を自重で下りはじめるので、その貨車の行き先に従って進路を構成しながら行き先方面別に仕立てられた各列車の最後尾に連結するというもの。大規模なものは14カ所にある。